# Grover (personaggio)
Grover (noto nel doppiaggio italiano di Sesamo apriti come "Rocco Scirocco") è un personaggio immaginario della serie televisiva Sesame Street.
Grover è stato originariamente animato e interpretato da Frank Oz, che ha fornito la voce del personaggio regolarmente dalle sue prime apparizioni fino al 2001 dove viene sostituito da Eric Jacobson, anche se ogni tanto Oz lo interpreta nuovamente.
Grover, durante la sua storia, ha svolto molte mansioni: cameriere, operaio edile, negoziante.
Un cliente abituale di Grover è Mr. Johnson, che si lamenta spesso per il pessimo servizio.
Grover è uno dei personaggi principali dello spin-off Gioca con Sesamo e fa alcuni camei in il mondo di Elmo.

## Storia
Una versione prototipo di Grover apparse su The Ed Sullivan Show in uno sketch dei Muppet nella vigilia di Natale nel 1967. Questo burattino aveva una pelliccia verdastra-marrone e il naso rosso. Aveva anche una voce più roca. Il mostro è stato denominato "Gleep". Ha poi fatto un cameo in The Muppets on The Puppets (un documentario sui burattini del 1968, disponibile in DVD del cofanetto della stagione tre del Muppet Show). Nel 1969, lo stesso burattino comparve nella prima stagione di Sesame Street come un mostro senza nome.
Nel 1970, il personaggio diventa ufficialmente Grover e la sua personalità si evolve fino ad diventare il personaggio di oggi.

## Super Grover
Super Grover è l'alter ego di Grover. Esso è una parodia di Superman. La vera identità di Super Grover è Grover Kent, un venditore porta a porta di Metro City.
Super Grover usa i suoi "super poteri" per aiutare la gente in difficoltà, o per lo meno cerca di aiutarli.
Nella stagione del 2010 di Sesame Street, Super Grover ha ricevuto un upgrade diventando così Super Grover 2,0: i suoi sketch vengono trasmessi separatamente da Sesame Street in Italia su Rai Yoyo.

## Nomi internazionali
- Italia: Rocco Scirocco (solo in Sesamo apriti). Nelle apparizioni recenti viene mantenuto il nome Grover.
- Afghanistan: Kajkoal
- Germania: Grobi
- Portogallo: Gualter (Walter).
- Spagna: Coco
- America Latina e Porto Rico: Archibaldo.
- Brasile: Arquibaldo, a partire dal 2007 Grover.
- Norvegia: Gunnar
- Egitto: Antar
- Indonesia: Gatot
- Israele: Kruvi
- Turchia: Acikgöz
- Repubblica Ceca: Bohouš .
- Paesi Bassi e in Svezia: Grover.